# 吴令安
吴令安（1944年8月—），女，浙江海宁人，生于广西，中国物理学家，中国科学院物理研究所研究员、博士生导师，曾任中国物理学会理事。

## 家庭
父亲吴世昌。